# ’s-Hertogenbosch
’s-Hertogenbosch [ˌsɛrtoːɣə(n)ˈbɔs] (anhörenⓘ) (deutsch: Des Herzogs Wald) (im allgemeinen Sprachgebrauch Den Bosch [dɛnˈbɔs]; deutsch Herzogenbusch, französisch Bois-le-Duc) ist die Hauptstadt der niederländischen Provinz Noord-Brabant. Die Gemeinde ’s-Hertogenbosch umfasst die Stadt ’s-Hertogenbosch sowie die Dörfer und Ortschaften Bokhoven, Empel, Engelen, Hintham, Kruisstraat, Meerwijk, Orthen, Rosmalen und Maliskamp. Am 1. Januar 2025 lebten laut CBS 161.557 Einwohner in der Gemeinde.
Die Stadt ist Sitz des römisch-katholischen Bistums ’s-Hertogenbosch. Die Stadt ist ferner Sitz eines Gerichtes, der Provinzialverwaltung, verschiedener Krankenhäuser und psychiatrischer Anstalten sowie vieler überregional bedeutender Schulen.

## Lage

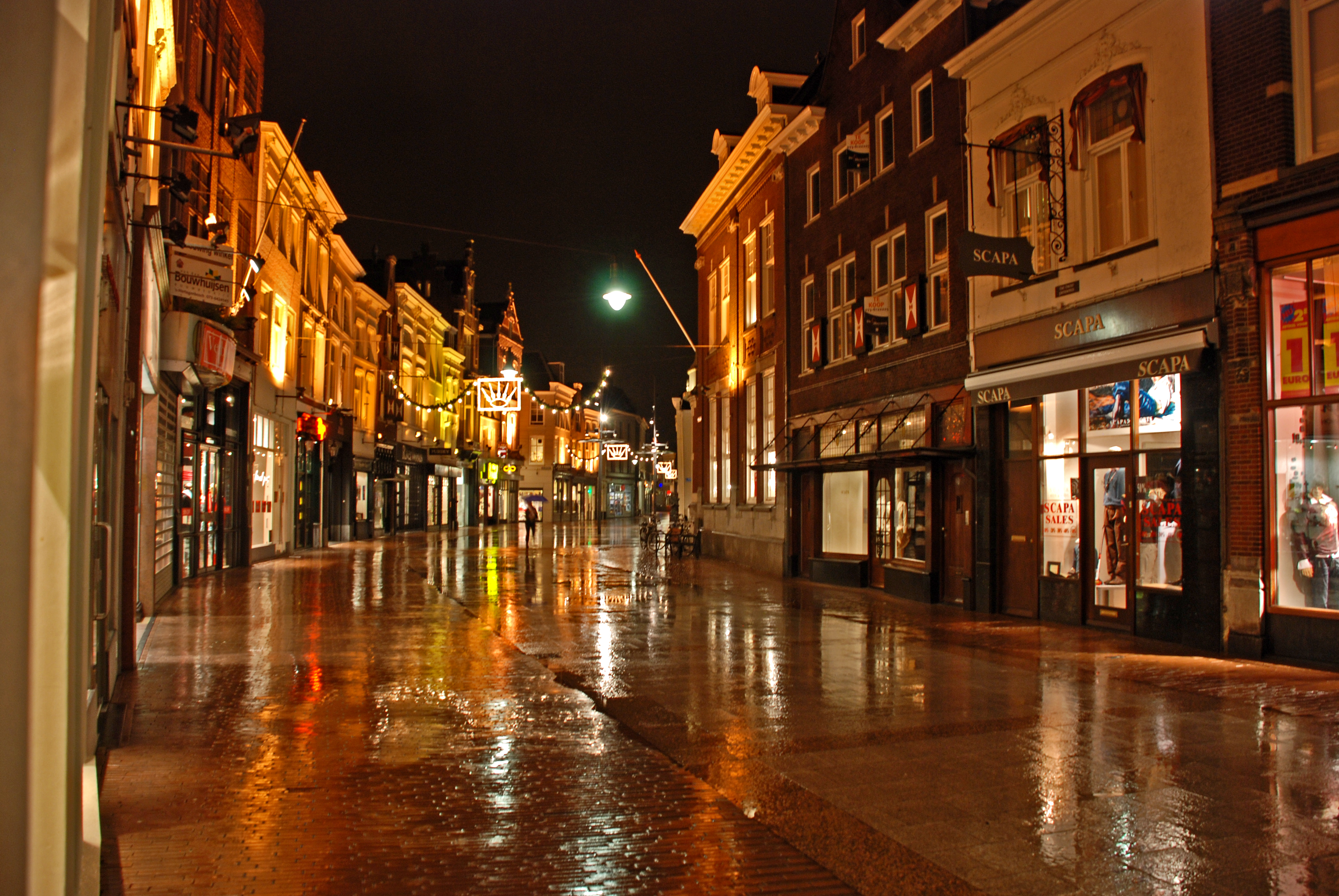
Einkaufsstraße in Den Bosch

’s-Hertogenbosch liegt im Süden der Niederlande, etwa 80 Kilometer südöstlich von Amsterdam. Die Gesamtfläche beträgt 117,81 Quadratkilometer.
Das Stadtgebiet von ’s-Hertogenbosch liegt etwa 6 bis 7 Meter über dem Meeresniveau in einem Sumpfgebiet an der Dieze, einem Nebenfluss der Maas.

## Geschichte
Der Stadtteil Empel liegt an einer Stelle, an der bereits die Bataver eine Siedlung hatten sowie einen Tempel für ihren Gott Donar, in der lateinischen Namensform nach der Weiheinschrift Hercules Magusanus.
Herzog Heinrich I. von Brabant verlieh der Stadt im Jahr 1185 das Stadtrecht. Der Name geht auf den nahegelegenen Herzogenwald, auch Herzogenbusch und Den Bosch genannt, zurück. Die Stadt liegt auf einem kleinen Sandrücken, von sumpfigem Terrain umgeben. Darum war sie im Mittelalter strategisch wichtig. Die Festung Herzogenbusch galt als nahezu uneinnehmbar. Die Kaufleute der Stadt importierten Wein aus Köln, Sandstein aus Lüttich und Fisch aus den Ostseeländern. Bereits 1274 gab es eine Lateinschule, aus der u. a. Erasmus und Mercator hervorgingen.
Zwischen 1450 und 1525 erfuhr die Stadt eine Zeit der wirtschaftlichen Blüte, die im 16. Jahrhundert mit dem Achtzigjährigen Krieg beendet wurde. Die Stadt wurde von den Niederländern 1629 durch Friedrich Heinrich von Oranien erobert. Anschließend wurde die Zitadelle erbaut. Im Jahre 1815 wurde die Stadt zur Provinzhauptstadt.
Im Mai 1940 wurde die Stadt – wie die ganzen Niederlande – von Truppen der Wehrmacht besetzt („Westfeldzug“) und am 29. Oktober 1944 durch alliierte Truppen befreit.

## Wirtschaft und Verkehr
Die Wirtschaftsstruktur von ’s-Hertogenbosch weist viele mittlere und kleine Industrie- und Handelsunternehmen auf; der Dienstleistungssektor ist jedoch dominierend.
Im Ort befindet sich eine Großbrauerei von Heineken.
Der Bahnhof ’s-Hertogenbosch ist ein Eisenbahnknotenpunkt der Nederlandse Spoorwegen mit Verbindungen nach u. a. Utrecht–Amsterdam, Eindhoven–Maastricht, Tilburg–Breda und Nimwegen. 
Bei Hertogenbosch, an der Maas gelegen, zweigt der Schifffahrtkanal Zuid-Willemsvaart von der Maas ab. Der sogenannte Industriehaven liegt im Centrum der Stadt an der Dieze.

## Kultur und Sehenswürdigkeiten
- St.-Johannes-Kathedrale, ursprünglich romanisch, zwischen 1280 und 1312 wie auch im 15. und im 16. Jahrhundert umgebaut. Diese Kathedrale, die auch ein Wallfahrtsort ist, gilt als eines der kulturell wichtigsten Kirchengebäude in den Niederlanden.
- Überregional bedeutsames Noordbrabants Museum (Museum der Provinz Noord-Brabant) – Altarbilder, Geschichte der Provinz, Kopien von Bildern des Hieronymus Bosch, einige Werke von Vincent van Gogh, Wechselausstellungen alter und moderner Kunst
- De Moriaan, das älteste Haus der Stadt aus dem 13. Jahrhundert (heute Touristeninformation)
- Het Kruithuis, Museum für moderne Keramik und Zierrate
- Rathaus, ursprünglich gotisch, im 17. Jahrhundert umgebaut
- Stadtwälle
- Der zum Teil unterirdische Wasserlauf Binnen-Dieze (Rundfahrten möglich)
- Stadttheater De Parade
- Oeteldonksgemintemuzejum, das einzige Museum der Niederlande über (inter)nationalen Karneval, der seit dem 19. Jahrhundert groß gefeiert wird, die Stadt heißt dann „Oeteldonk“
- 2007 eröffnetes Designmuseum
- Seit 1954 findet der Internationale Gesangswettbewerb von ’s-Hertogenbosch (niederländisch „Internationaal Vocalisten Concours ’s-Hertogenbosch“) statt.
- Bolwoningen, 1984 nach Entwurf von Dries Kreijkamp gebaute Kugelhaussiedlung.

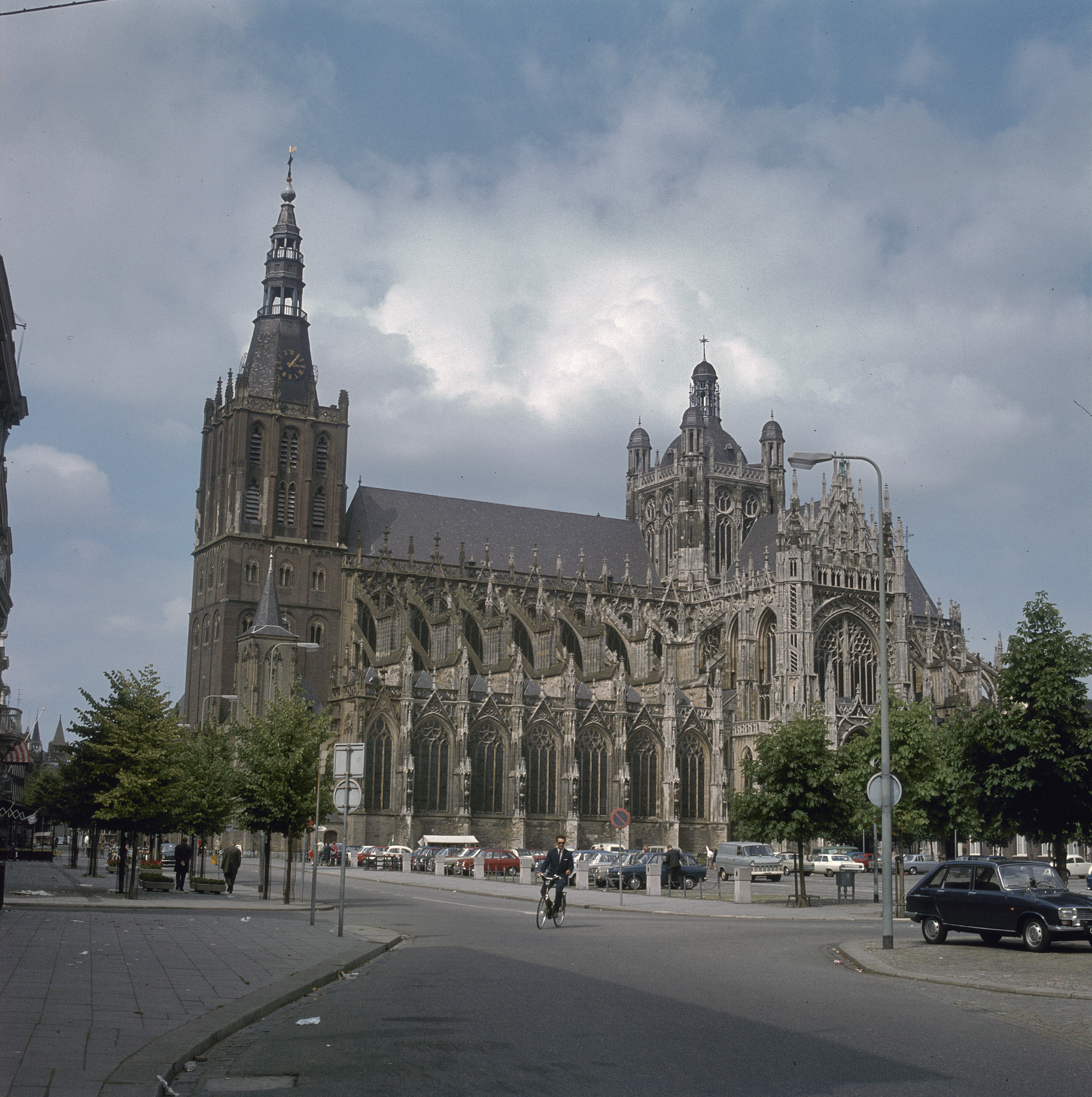
St.-Johannes-Kathedrale im Stadtzentrum
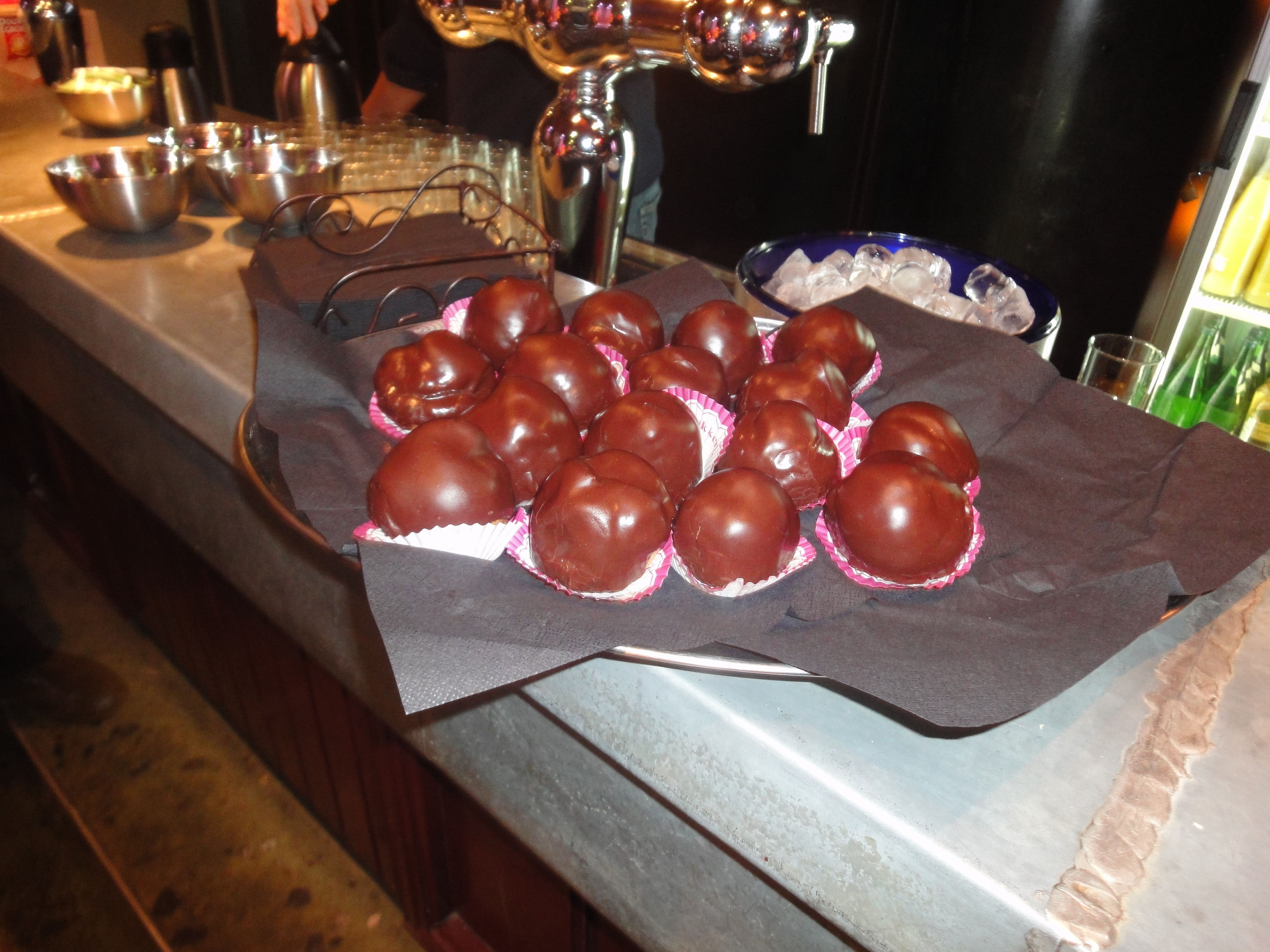
Örtliche Spezialität: Bossche bollen, ein mit Schokolade überzogener Windbeutel
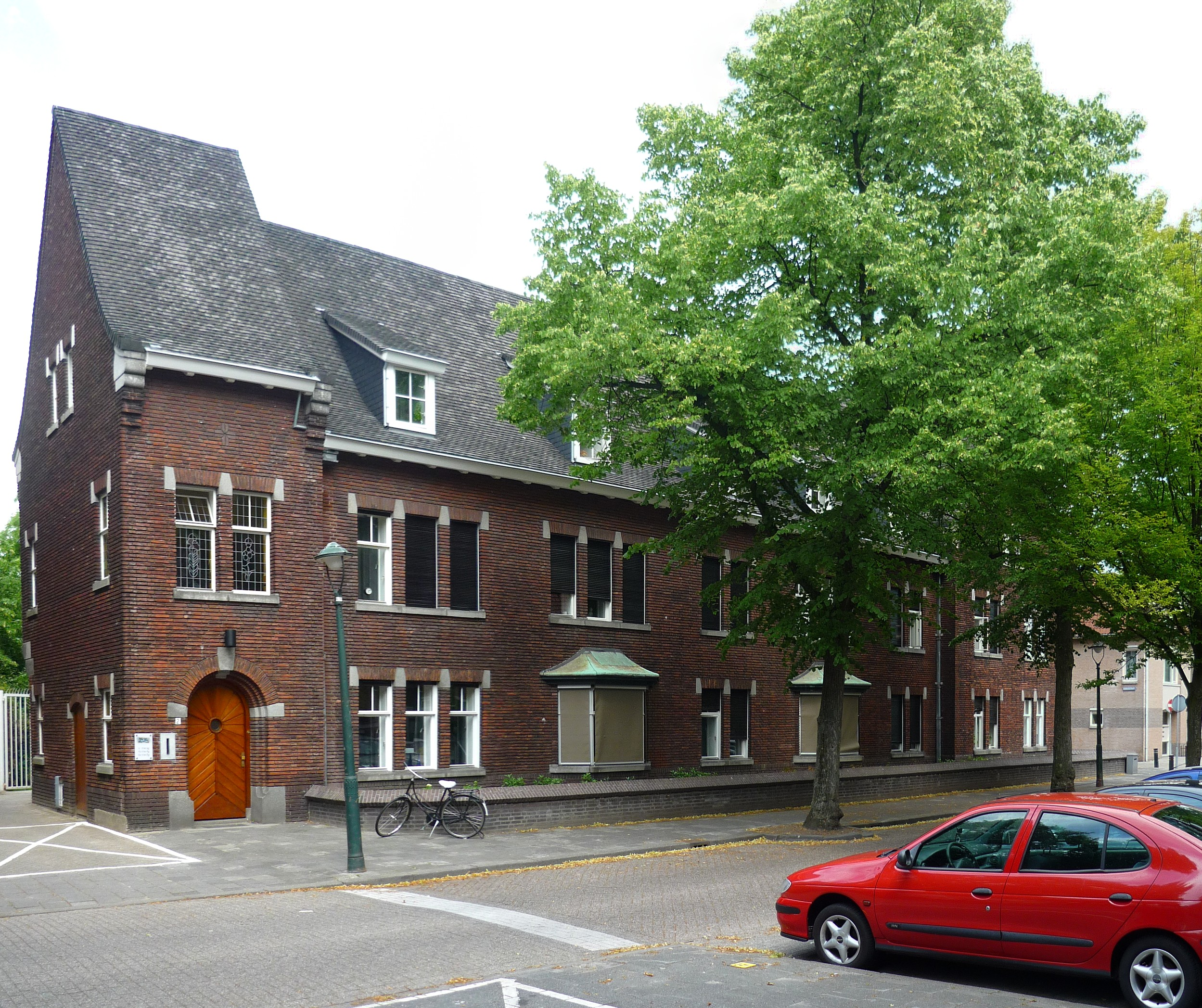
Kloster der Zusters van Liefde
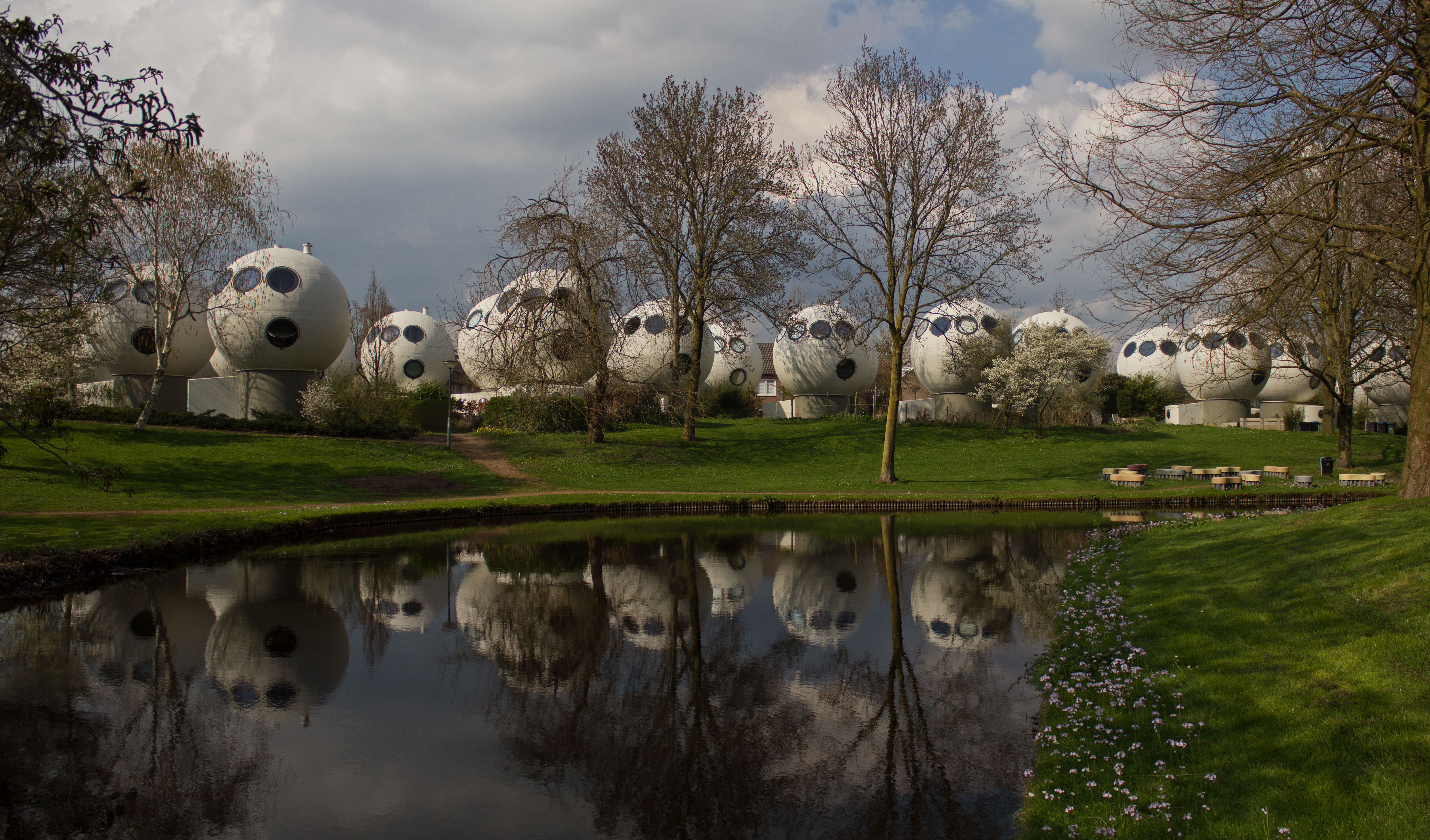
„Ball-Wohnungen“ am Kanal (2017)

## Sport
Im Pferdesport findet seit 1966 alljährlich Ende März das internationale Hallenturnier „Indoor Brabant“ in den Brabanthallen statt. „Indoor Brabant“ war von 1979 bis 2013 Station des Springweltcup und Austragungsort des Springweltcupfinale von 1994 und 2012. Seit 1986 ist das Turnier eine Station des Dressurweltcups und war Gastgeber für die Weltcupfinale im Dressurreiten in den Jahren 1986, 1988, 1990, 1993, 1997, 2000, 2002, 2008, 2010 und 2012.
Im Tennis findet jedes Jahr im Juni das Rasenturnier Libéma Open in ’s-Hertogenbosch statt.
Im Fußball gibt es in ’s-Hertogenbosch mit dem FC Den Bosch einen Verein, der im Jahr 2023 in der Eerste Divisie/Keuken Kampioen Divisie, der zweithöchsten niederländischen Liga, spielt. Der Klub trägt seine Heimspiele im Stadion De Vliert aus.
Im Hockey sind die Damen vom HC ’s-Hertogenbosch eine der Topmannschaften weltweit. Die Clubanlage verfügt über insgesamt sieben Kunstrasen. Der HC ist der sechstgrößte Hockeyverein der Niederlande.

## Politik
Die D66 konnten die Kommunalwahl am 16. März 2022 mit einer Mehrheit von 2,3 Prozentpunkten vor der VVD gewinnen und konnte damit nach dem Wahlsieg im Jahr 2014 erneut einen Erfolg verbuchen. Die Koalition in der Legislaturperiode von 2018 bis 2022 bestand aus der CDA, den D66, GroenLinks, Rosmalens Belang und der VVD.

### Gemeinderat
Der Gemeinderat wird seit 1982 folgendermaßen gebildet:
| Partei                         | Sitze a | Sitze a | Sitze a | Sitze a | Sitze a | Sitze a | Sitze a | Sitze a | Sitze a | Sitze a | Sitze a | Sitze a |
| Partei                         | 1982    | 1986    | 1990    | 1994    | 1995 b  | 1998    | 2002    | 2006    | 2010    | 2014    | 2018    | 2022    |
| ------------------------------ | ------- | ------- | ------- | ------- | ------- | ------- | ------- | ------- | ------- | ------- | ------- | ------- |
| D66                            | 1       | 1       | 3       | 4       | 2       | 2       | 1       | 0       | 3       | 5       | 5       | 6       |
| VVD                            | 7       | 5       | 4       | 4       | 4       | 5       | 5       | 5       | 5       | 5       | 5       | 5       |
| GroenLinks                     | –       | –       | 2       | 4       | 3       | 3       | 4       | 5       | 5       | 3       | 4       | 4       |
| Rosmalens Belang               | –       | –       | –       | –       | 10      | 6       | 6       | 4       | 4       | 5       | 3       | 4       |
| CDA                            | 14      | 10      | 11      | 7       | 6       | 6       | 6       | 5       | 4       | 5       | 4       | 3       |
| De Bossche Groenen             | –       | –       | –       | –       | –       | –       | –       | –       | 1       | 1       | 3       | 3       |
| PvdA                           | 10      | 14      | 10      | 5       | 6       | 5       | 4       | 8       | 5       | 4       | 3       | 3       |
| Leefbaar ’s-Hertogenbosch c d  | –       | –       | –       | –       | –       | 2       | 4       | 2       | 2       | –       | 2       | 2       |
| SP                             | 0       | 0       | 2       | 2       | 2       | 4       | 3       | 5       | 3       | 3       | 3       | 2       |
| PvdD                           | –       | –       | –       | –       | –       | –       | –       | –       | –       | –       | –       | 1       |
| Volt                           | –       | –       | –       | –       | –       | –       | –       | –       | –       | –       | –       | 1       |
| Raadsgroepering Bosch Belang d | 1       | 2       | 2       | 5       | 4       | 4       | 4       | 4       | 4       | 5       | 2       | 1       |
| gewoon ge-DREVEN               | –       | –       | –       | –       | –       | –       | –       | –       | –       | –       | 1       | 1       |
| PVV                            | –       | –       | –       | –       | –       | –       | –       | –       | –       | –       | 1       | 1       |
| VOOR Den Bosch                 | –       | –       | –       | –       | –       | –       | –       | –       | –       | –       | –       | 1       |
| 50PLUS                         | –       | –       | –       | –       | –       | –       | –       | –       | –       | –       | 1       | 1       |
| Bossche Volkspartij            | –       | –       | –       | –       | –       | –       | –       | –       | –       | 3       | 2       | –       |
| Knillis d                      | 3       | 3       | 3       | 3       | 1       | 1       | 2       | 1       | 1       | –       | 0       | –       |
| TROTS                          | –       | –       | –       | –       | –       | –       | –       | –       | 2       | –       | –       | –       |
| Algemeen Ouderen Verbond       | –       | –       | –       | –       | 1       | 1       | –       | –       | –       | –       | –       | –       |
| Unie 55+                       | –       | –       | –       | –       | –       | 1       | –       | –       | –       | –       | –       | –       |
| Centrum Democraten             | –       | –       | –       | 3       | 0       | 0       | –       | –       | –       | –       | –       | –       |
| Links Samenwerking e           | –       | 2       | –       | –       | –       | –       | –       | –       | –       | –       | –       | –       |
| PSP                            | 1       | –       | –       | –       | –       | –       | –       | –       | –       | –       | –       | –       |
| Gesamt                         | 37      | 37      | 37      | 37      | 39      | 39      | 39      | 39      | 39      | 39      | 39      | 39      |

Anmerkungen

### College van B&W
Die Koalitionsparteien D66, VVD, GroenLinks, Rosmalens Belang, CDA und PvdA werden durch jeweils einen Beigeordneten im College van burgemeester en wethouders vertreten. Folgende Personen gehören zum Kollegium und haben folgende Ressorts inne:
| Funktion         | Name                   | Partei           | Ressort | Anmerkung                        |
| ---------------- | ---------------------- | ---------------- | --- | -------------------------------- |
| Bürgermeister    | Jack Mikkers           | VVD              | allgemeine Verwaltungsangelegenheiten, Verwaltungsorganisation, öffentliche Ordnung, Sicherheit und integrierte Sicherheitspolitik, Betreuung von Flüchtlingen/Heimatlosen, Feuerwehr, interkommunale Beziehungen, Beziehung zu Partnergemeinden, Kommunikation, Repräsentation und Stadtmarketing, Koordination Lobbyismus und Strategie | seit dem 11. Oktober 2017 im Amt |
| Beigeordnete     | Mike van der Geld      | D66              | Urbanisierung, „Spoorzone,“ Raumordnung, Energiewende, Kultur, Finanzen | –                                |
| Beigeordnete     | Ralph Geers            | VVD              | wirtschaftliche Angelegenheiten, Datenwirtschaft und Innovation, öffentlicher Raum, Wasser und Grün, Tierwohl, Müllabfuhr, Umwelt, Genehmigungen, Überwachung und Ordnungsamt, Personal und Organisation | –                                |
| Beigeordnete     | Ufuk Kâhya             | GroenLinks       | Bildung, Jugend, positiv-präventive Jugendpolitik, positive Gesundheit, Inklusion, Stadt der Daten, Knotenpunktentwicklung am Bahnhof ’s-Hertogenbosch, Europäischer Ausschuss der Regionen | –                                |
| Beigeordnete     | Roy Geers              | Rosmalens Belang | stadtviertel- und dorfbezogenes Arbeiten, Mobilität und Erreichbarkeit, soziale Immobilien, Einrichtungspolitik, Veranstaltungen, Außengebiet, Umweltgesetz, öffentliche Dienstleistung, Verwaltungsrat Empel/Meerwijk | –                                |
| Beigeordnete     | Marianne van der Sloot | CDA              | Arbeit und Einkommen, Arbeitsmarktpolitik, Armut und Verschuldung, soziale Struktur, Sport, Erbgut, Tourismus, „Brabantstad“, Verwaltungsrat Engelen/Bokhoven | –                                |
| Beigeordnete     | Pieter Paul Slikker    | PvdA             | Wohnen, Unterbringung schutzbedürftiger Gruppen, Pflege, Jugendhilfe, Zugang und Verwaltung, Einkauf im sozialen Bereich, verwaltungstechnische Erneuerung | –                                |
| Gemeindesekretär | Berend van der Ploeg   | –                | – | seit August 2019 im Amt          |

### Städtepartnerschaften
- Trier, Deutschland, seit dem 7. Juni 1968
- Löwen, Belgien, seit 1984

## Persönlichkeiten
- Hieronymus Bosch (1450–1516), Maler
- Alaert du Hamel (1450–1506), Architekt, Bildhauer, Druckgrafiker und Zeichner
- Georgius Macropedius (1487–1558), Schulmeister, Dramatiker, Humanist
- Igram van Achelen (* um 1528–1604), friesischer Politiker
- Wilhelm de Raet (* um 1537–1583), Baumeister und Wasserbauingenieur
- Hubert Gerhard (* um 1540/1550–um 1620), Renaissancebildhauer
- Jacob Niehoff (um 1565–1626), Orgelbauer
- Maria Strick (1577–1639), Kalligrafin und Lehrerin
- Gaspard Nemius (1587–1667), Theologe, Bischof und Hochschullehrer
- Abraham van Diepenbeeck (1596–1675), Maler und Zeichner
- Arnold Rath (1599–1671), Rechtswissenschaftler und Hochschullehrer
- Frederik Dekkers (1644–1720), Mediziner und Hochschullehrer
- Willem Jacob ’s Gravesande (1688–1742), Astronom, Philosoph, Physiker, Mathematiker
- Theodore Victor van Berckel (* 21. April 1739; † 19. September 1808), Medailleur und Münzgraveur
- Willem Boudewijn Donker Curtius van Tienhoven (1778–1858), Jurist und Staatsminister
- Jan Ackersdijck (1790–1861), Jurist, Statistiker und Ökonom
- Willem Verbeet (1801–1887), Maler
- Josephus Benjamin Weingartner (1803–1885), Maler und Zeichenlehrer
- Eduard Joseph Hubert Borret (1816–1867), Politiker
- Aloysius Franciscus Xaverius Luyben (1818–1902), Kolonialbeamter und Politiker
- Joseph Hartogensis (1822–1865), Landschaftsmaler
- Jakob Moleschott (1822–1893), Mediziner und Materialist
- Joseph Sweens (1858–1950), römisch-katholischer Bischof
- Antoon Derkinderen (1859–1925), Genre- und Porträtmaler sowie Illustrator und Kunstpädagoge
- Johannes Philippus Suijling (1869–1962), Rechtswissenschaftler
- Victor Henri Rutgers (1877–1945), Jurist, Hochschullehrer, Politiker und Widerstandskämpfer
- Jan de Quay (1901–1985), Ministerpräsident der Niederlande von 1959 bis 1963
- Bert Röling (1906–1985), Rechtswissenschaftler
- Maan Sassen (1911–1995), Politiker und EU-Kommissar
- Joep Mommersteeg (1917–1991), Politiker
- Kees Bitter (1919–1945), Widerstandskämpfer und Verräter
- Louis van de Laar (1921–2004), Politiker, Staatssekretär
- Lies Bonnier (* 1925), Schwimmerin
- Jacques van der Heyden (1928–2012), Maler und Fotograf
- Margriet Heymans (1932–2023), Illustratorin, Kinderbuchautorin
- Huub Janssen (1937–2008), Jazz-Schlagzeuger
- Wim de Jager (1942–2020), Radrennfahrer
- Jan Hommen (* 1943), Manager
- Frans de Waal (1948–2024), Verhaltensforscher, Zoologe und Buchautor
- Albert West (1949–2015), Musiker
- Niko Langenhuijsen (* 1951), Jazzmusiker
- Jos van Veldhoven (* 1952), Dirigent
- Lily van der Stokker (* 1954), bildende Künstlerin
- Leon de Winter (* 1954), Romanschriftsteller
- Sophie von Weiler (* 1958), Hockeyspielerin
- Arnold Scholten (* 1962), Fußballspieler
- Guido van de Kamp (* 1964), Fußballspieler
- Jacqueline van Rozendaal (* 1964), Bogenschützin
- Richard Groenendaal (* 1971), Radrennfahrer
- Mijntje Donners (* 1974), Hockeyspielerin
- Carola Schouten (* 1977), Politikerin
- Henk van Daam (* 1980), Schlagersänger
- Geert-Jan Derikx (* 1980), Hockeyspieler
- Chantal (* 1981), Schlagersängerin
- Tim Haars (* 1981), Schauspieler
- Arie Luyendyk junior (* 1981), Rennfahrer
- Rob Derikx (* 1982), Hockeyspieler
- Andy Souwer (* 1982), K1-Kickboxer, mehrmaliger Weltmeister
- Maartje Goderie (* 1984), Hockeyspielerin
- Marianne Vos (* 1987), Radrennfahrerin
- Rigard van Klooster (* 1989), Bahnradsportler
- Patrick van Aanholt (* 1990), Fußballspieler
- Flemming (* 1996), Singer-Songwriter
- Jort van der Sande (* 1996), niederländisch-bonairischer Fußballspieler
- Sophie Francis (* 1998), Musikproduzentin und DJ im Bereich der elektronischen Tanzmusik
- Tijmen Reyenga (* 1999), Hockeyspieler
- Nikolas Agrafiotis (* 2000), niederländisch-serbischer Fußballspieler
- Souffian El Karouani (* 2000), marokkanisch-niederländischer Fußballspieler
- Joëlle Smits (* 2000), Fußballspielerin
- Femke Gerritse (* 2001), Radrennfahrerin
- Rowan Damming (* 2004), Squashspieler

## Verschiedenes
Der innere Hauptgürtelasteroid (20243) Den Bosch wurde nach der Stadt benannt.

## Film
- ’s-Hertogenbosch: Heimat des genialen Hieronymus Bosch. (OT: Jérôme Bosch, le génie de Bois-Le-Duc.) Dokumentarfilm, Frankreich, 2022, 14:04 Min., Buch und Regie: Anna-Gaëlle Brault, Produktion: arte, Reihe: Stadt Land Kunst (OT: Invitation Au Voyage), Erstsendung: 14. Januar 2022 bei arte, Inhaltsangabe von ARD, Internet-Video aufrufbar bis zum 14. April 2024.